# George Davis
George Stacey Davis (Cohoes, Nueva York, 23 de agosto de 1870-Filadelfia, Pensilvania, 17 de octubre de 1940), más conocido como George Davis, fue un jugador profesional estadounidense de béisbol que se desempeñó en la posición de campocorto en las Grandes Ligas de Béisbol (MLB). Es miembro del Salón de la Fama del Béisbol.

## Carrera
Davis jugó como profesional tres temporadas en Cleveland Spiders (1890-1892), después pasó a San Francisco Giants (1893-1901), luego a Chicago White Sox (1902), posteriormente regresó a San Francisco Giants (1903), y finalmente, volvió a Chicago White Sox, donde jugó seis temporadas (1904-1909), y fue el equipo en el que se retiró.

## Reconocimiento
En 1998, ingresó como miembro al Salón de la Fama del Béisbol.